# 田村和人
田村 和人（たむら かずと、1957年 - ）は、日本の社会情報学者、映像制作者、東京経済大学コミュニケーション学部教授。長らく日本テレビ放送網に在籍し、放送とIT、インターネットの交差する局面で様々な業務に取り組んだ経歴をもつ。

## 経歴
1981年に早稲田大学政治経済学部を卒業して、日本テレビ放送網に入社し、以降、制作局、人事部、経営企画部門、フォアキャスト・コミュニケーションズ常務取締役等を経て日本テレビ放送網株式会社 編成局デジタルコンテンツセンター長。
この間、1990年代には大学院に籍を置いて学び、1994年には上智大学から修士（新聞学）を、1996年には東京大学から修士（社会学）を取得し、さらに、東京大学人文社会系研究科博士課程に進んで、2000年に満期退学した。この時期には、日本テレビの社内で、若手を中心にマルチメディアへの実験的な取り組みをおこなう研究会の中心として活動し、インターネットの普及が本格化するとメディア企画局総合計画部にあって日本テレビの大容量回線導入を主導した。
2000年代には、橋元良明、是永論、小室広佐子、吉田暁生、元橋圭哉とともに、放送倫理・番組向上機構 (BPO) の委託を受けた「番組視聴実態300人調査」に取り組んだ。
2006年には、日本テレビ傘下のネット事業会社であるフォアキャスト・コミュニケーションズの設立に携わり、さらに動画配信サービス「第2日本テレビ」の建て直しに尽力し、テレビ番組との連動など、テレビ局の動画配信サイトとしての特色を打ち出して業績を復調させた。その後も、編成局デジタルコンテンツセンター長、メディア戦略局IT推進センター長などを歴任し、情報配信やデータ放送など、放送局の立場からITやインターネットの事業化に取り組んだ。
2016年6月27日付で日本テレビ放送網を退社した。
2019年に東京経済大学コミュニケーション学部教授となった。担当するゼミは、映像制作実習を中心に運営されている。
2020年に開学した情報経営イノベーション専門職大学では、「超客員教授」という肩書きの客員教員を務めている。